# Mecze reprezentacji Polski w piłce nożnej mężczyzn prowadzonej przez Fernando Santosa
Zestawienie spotkań reprezentacji Polski pod wodzą Fernando Santosa. 
 Kadencja Fernando Santosa na stanowisku selekcjonera reprezentacji Polski trwała od 24 stycznia 2023 do 13 września 2023 roku.

## Oficjalne międzynarodowe spotkania
| Nr | Przeciwnik  | Miejsce   | Data             | Impreza         | Wynik (Polska – przeciwnik) | Przypisy |
| -- | ----------- | --------- | ---------------- | --------------- | --------------------------- | -------- |
| 1  | Czechy      | Praga     | 24 marca 2023    | elim. ME 2024   | 1:3                         | [ 3 ]    |
| 2  | Albania     | Warszawa  | 27 marca 2023    | elim. ME 2024   | 1:0                         | [ 4 ]    |
| 3  | Niemcy      | Warszawa  | 16 czerwca 2023  | mecz towarzyski | 1:0                         | [ 5 ]    |
| 4  | Mołdawia    | Kiszyniów | 20 czerwca 2023  | elim. ME 2024   | 2:3                         | [ 6 ]    |
| 5  | Wyspy Owcze | Warszawa  | 7 września 2023  | elim. ME 2024   | 2:0                         | [ 7 ]    |
| 6  | Albania     | Tirana    | 10 września 2023 | elim. ME 2024   | 0:2                         | [ 8 ]    |

## Bilans
|                 | zwycięstwa | remisy | porażki |
| ogółem          | 3          | 0      | 3       |
| dom             | 3          | 0      | 0       |
| wyjazd          | 0          | 0      | 3       |
| neutralny teren | -          | -      | -       |

|                 | strzelone | stracone |
| ogółem          | 7         | 8        |
| dom             | 4         | 0        |
| wyjazd          | 3         | 8        |
| neutralny teren | -         | -        |

|      | zwycięstwa | remisy | porażki |
| 2023 | 3          | 0      | 3       |

|      | strzelone | stracone |
| 2023 | 7         | 8        |

## Strzelcy
| Lp | Piłkarz            | Gole |
| -- | ------------------ | ---- |
| 1. | Robert Lewandowski | 3    |
| 2. | Jakub Kiwior       | 1    |
| 2. | Arkadiusz Milik    | 1    |
| 2. | Damian Szymański   | 1    |
| 2. | Karol Świderski    | 1    |

## Występy piłkarzy w kadrze za kadencji Fernando Santosa
| Lp.        | Piłkarz               | Data urodzenia       | Występy   | Bramki    | Kartki żółte/czerwone | Ogólna liczba meczów w kadrze (bramki) |
| Bramkarze  | Bramkarze             | Bramkarze            | Bramkarze | Bramkarze | Bramkarze             | Bramkarze                              |
| ---------- | --------------------- | -------------------- | --------- | --------- | --------------------- | -------------------------------------- |
| 1.         | Marcin Bułka*         | 4 października 1999  | 0         | 0         | 0                     | 0                                      |
| 2.         | Bartłomiej Drągowski* | 19 sierpnia 1997     | 0         | 0         | 0                     | 2                                      |
| 3.         | Kamil Grabara*        | 8 stycznia 1999      | 0         | 0         | 0                     | 1                                      |
| 4.         | Łukasz Skorupski*     | 5 maja 1991          | 0         | 0         | 0                     | 8                                      |
| 5.         | Wojciech Szczęsny     | 18 kwietnia 1990     | 6         | 0         | 0                     | 76                                     |
| Obrońcy    |                       |                      |           |           |                       |                                        |
| 1.         | Jan Bednarek          | 12 kwietnia 1996     | 6         | 0         | 1/0                   | 52 (1)                                 |
| 2.         | Bartosz Bereszyński   | 12 czerwca 1992      | 4         | 0         | 1/0                   | 54 (0)                                 |
| 3.         | Matty Cash            | 7 sierpnia 1997      | 2         | 0         | 0                     | 13 (1)                                 |
| 4.         | Paweł Dawidowicz*     | 20 maja 1995         | 0         | 0         | 0                     | 8                                      |
| 5.         | Robert Gumny          | 4 czerwca 1998       | 1         | 0         | 0                     | 6 (0)                                  |
| 6.         | Michał Karbownik      | 13 marca 2001        | 1         | 0         | 0                     | 4 (0)                                  |
| 7.         | Tomasz Kędziora       | 11 czerwca 1994      | 4         | 0         | 1/0                   | 30 (1)                                 |
| 8.         | Jakub Kiwior          | 15 lutego 2000       | 6         | 1         | 0                     | 15 (1)                                 |
| 9.         | Kamil Piątkowski*     | 21 czerwca 2001      | 0         | 0         | 0                     | 3 (0)                                  |
| 10.        | Tymoteusz Puchacz*    | 23 stycznia 1999     | 0         | 0         | 0                     | 12                                     |
| 11.        | Arkadiusz Reca*       | 17 czerwca 1995      | 0         | 0         | 0                     | 15 (0)                                 |
| 12.        | Bartosz Salamon       | 1 maja 1991          | 1         | 0         | 1/0                   | 11                                     |
| 13.        | Mateusz Wieteska      | 11 lutego 1997       | 1         | 0         | 1/0                   | 3 (0)                                  |
| Pomocnicy  |                       |                      |           |           |                       |                                        |
| 1.         | Adrian Benedyczak*    | 24 listopada 2000    | 0         | 0         | 0                     | 0                                      |
| 2.         | Krystian Bielik       | 4 stycznia 1998      | 2         | 0         | 0                     | 11 (0)                                 |
| 3.         | Jakub Błaszczykowski  | 14 grudnia 1985      | 1         | 0         | 0                     | 109 (21)                               |
| 4.         | Przemysław Frankowski | 12 kwietnia 1995     | 4         | 0         | 0                     | 34 (1)                                 |
| 5.         | Kamil Grosicki        | 8 czerwca 1988       | 2         | 0         | 0                     | 90 (17)                                |
| 6.         | Jakub Kamiński        | 5 czerwca 2002       | 5         | 0         | 1/0                   | 13 (1)                                 |
| 7.         | Kacper Kozłowski*     | 16 października 2003 | 0         | 0         | 0                     | 6 (0)                                  |
| 8.         | Grzegorz Krychowiak   | 29 stycznia 1990     | 2         | 0         | 2/0                   | 100 (5)                                |
| 9.         | Ben Lederman*         | 8 maja 2000          | 0         | 0         | 0                     | 0                                      |
| 10.        | Karol Linetty         | 2 lutego 1995        | 5         | 0         | 1/0                   | 47 (5)                                 |
| 11.        | Mateusz Łęgowski*     | 29 stycznia 2003     | 0         | 0         | 0                     | 1 (0)                                  |
| 12.        | Michał Skóraś         | 15 lutego 2000       | 5         | 0         | 0                     | 7 (0)                                  |
| 13.        | Bartosz Slisz         | 29 marca 1999        | 1         | 0         | 0                     | 2 (0)                                  |
| 14.        | Damian Szymański      | 16 czerwca 1995      | 5         | 1         | 0                     | 15 (2)                                 |
| 15.        | Sebastian Szymański   | 10 maja 1999         | 6         | 0         | 1/0                   | 26 (1)                                 |
| 16.        | Paweł Wszołek         | 30 kwietnia 1992     | 1         | 0         | 1/0                   | 12 (2)                                 |
| 17.        | Nicola Zalewski       | 23 stycznia 2002     | 3         | 0         | 0                     | 12 (0)                                 |
| 18.        | Piotr Zieliński       | 20 maja 1994         | 6         | 0         | 0                     | 84 (10)                                |
| Napastnicy |                       |                      |           |           |                       |                                        |
| 1.         | Robert Lewandowski    | 21 sierpnia 1988     | 6         | 3         | 0                     | 144 (81)                               |
| 2.         | Arkadiusz Milik       | 28 lutego 1994       | 3         | 1         | 0                     | 70 (17)                                |
| 3.         | Krzysztof Piątek*     | 1 lipca 1995         | 0         | 0         | 0                     | 27 (11)                                |
| 4.         | Karol Świderski       | 23 stycznia 1997     | 5         | 1         | 0                     | 24 (9)                                 |

٭ – piłkarze powołani przynajmniej na jedno zgrupowanie, którzy nie rozegrali żadnego meczu lub znaleźli się w szerokiej kadrze

## Szczegóły
| 24 marca 2023 20:45 CET | Czechy · Ladislav Krejčí 1' · Tomáš Čvančara 2' · Jan Kuchta 64' | 3:1(2:0) | Polska · 87' Damian Szymański | Fortuna Arena, Praga Widzów: 19 045 Sędzia: Anastasios Sidiropulos (Grecja) |
|                         |                                                                  |          |                               |                                                                             |

Czechy: Jiří Pavlenka - Tomáš Holeš, Jakub Brabec, Ladislav Krejčí - Vladimír Coufal (70. David Douděra), Alex Král, Tomáš Souček, David Jurásek (89. Jaroslav Zelený) - Tomáš Čvančara (65. Mojmír Chytil), Adam Hložek (89. Václav Černý), Jan Kuchta (71. Antonín Barák).
Polska: Wojciech Szczęsny - Matty Cash (9. Robert Gumny), Jan Bednarek, Jakub Kiwior, Michał Karbownik (46. Michał Skóraś) - Przemysław Frankowski, Krystian Bielik (46. Karol Świderski), Karol Linetty (76. Damian Szymański), Piotr Zieliński, Sebastian Szymański (65. Nicola Zalewski) - Robert Lewandowski. 
| 27 marca 2023 20:45 CEST | Polska · Karol Świderski 41' | 1:0(1:0) | Albania | Stadion Narodowy im. Kazimierza Górskiego w Warszawie, Warszawa Widzów: 56 227 Sędzia: Slavko Vinčić (Słowenia) |
|                          |                              |          |         | |

Polska: Wojciech Szczęsny - Przemysław Frankowski, Jan Bednarek, Bartosz Salamon, Jakub Kiwior - Jakub Kamiński, Karol Linetty (78. Damian Szymański), Piotr Zieliński, Nicola Zalewski (68. Michał Skóraś) - Karol Świderski (89. Sebastian Szymański), Robert Lewandowski.
Albania: Thomas Strakosha - Iván Balliu, Marash Kumbulla, Enea Mihaj, Elseid Hysaj - Ylber Ramadani, Klaus Gjasula (88. Qazim Laçi), Kristjan Asllani (76. Nedim Bajrami), Jasir Asani (70. Anis Mehmeti) - Myrto Uzuni, Sokol Cikalleshi (76. Taulant Seferi).
| 16 czerwca 2023 20:45 CEST | Polska · Jakub Kiwior 31' | 1:0(1:0) | Niemcy | Stadion Narodowy im. Kazimierza Górskiego w Warszawie, Warszawa Widzów: 57 098 Sędzia: Orel Grinfeld (Izrael) |
|                            |                           |          |        | |

Polska: Wojciech Szczęsny - Bartosz Bereszyński (72. Przemysław Frankowski), Jan Bednarek, Tomasz Kędziora, Jakub Kiwior, Jakub Kamiński - Jakub Błaszczykowski (17. Michał Skóraś), Sebastian Szymański (46. Karol Linetty), Damian Szymański (77. Krystian Bielik), Piotr Zieliński (65. Bartosz Slisz) - Robert Lewandowski (46. Arkadiusz Milik).
Niemcy:Marc-André ter Stegen - Thilo Kehrer, Malick Thiaw (87. Marius Wolf), Antonio Rüdiger - Jonas Hofmann (46. Robin Gosens), Joshua Kimmich (80. Leon Goretzka), Emre Can, Florian Wirtz (8. Julian Brandt), Jamal Musiala (68. Niclas Füllkrug),  Benjamin Henrichs (68. Leroy Sané) - Kai Havertz.
| 20 czerwca 2023 20:45 CEST | Mołdawia · Ion Nicolaescu 48', 79' · Vladislav Baboglo 85' | 3:2(0:2) | Polska · 12' Arkadiusz Milik · 34' Robert Lewandowski | Stadion Zimbru, Kiszyniów Widzów: 9 442 Sędzia: Filip Glova (Słowacja) |
|                            |                                                            |          |                                                       |                                                                        |

Mołdawia: Dorian Răilean - Ioan-Călin Revenco, Artur Crăciun, Victor Mudrac, Veaceslav Posmac - Maxim Cojocaru, Vladislav Baboglo, Cristian Dros (46. Nichita Moțpan), Vitalie Damașcan (46. Virgiliu Postolachi), Oleg Reabciuk - Ion Nicolaescu (85. Serafim Cojocari).
Polska: Wojciech Szczęsny - Tomasz Kędziora, Jan Bednarek, Jakub Kiwior -  Przemysław Frankowski (64. Bartosz Bereszyński), Damian Szymański (83. Karol Linetty), Piotr Zieliński, Sebastian Szymański, Nicola Zalewski (64. Jakub Kamiński) - Robert Lewandowski, Arkadiusz Milik (73. Karol Świderski).
| 7 września 2023 20:45 CEST | Polska · Robert Lewandowski 73' (k.), 83' | 2:0(0:0) | Wyspy Owcze | Stadion Narodowy im. Kazimierza Górskiego w Warszawie, Warszawa Widzów: 54 129 Sędzia: David Šmajc (Słowenia) |
|                            |                                           |          |             | |

Polska: Wojciech Szczęsny - Bartosz Bereszyński (59. Sebastian Szymański), Jan Bednarek, Jakub Kiwior, Tomasz Kędziora - Michał Skóraś (46. Paweł Wszołek), Grzegorz Krychowiak (80. Damian Szymański), Piotr Zieliński, Jakub Kamiński (88. Kamil Grosicki) - Robert Lewandowski, Arkadiusz Milik (59. Karol Świderski).
Wyspy Owcze: Mattias Lamhauge - Gilli Rólantsson Sørensen (74. Jóannes Danielsen), Hørður Askham, Odmar Færø, Sonni Nattestad, Viljormur Davidsen - Sølvi Vatnhamar (88. Stefan Radosavljević), René Joensen (74. Jákup Andreasen), Gunnar Vatnhamar, Jóannes Bjartalíð (61 Brandur Hendriksson) - Jóan Símun Edmundsson (61 Klaemint Olsen). 
| 10 września 2023 20:45 CEST | Albania · Jasir Asani 37' · Mirlind Daku 62' | 2:0(1:0) | Polska | Arena Kombëtare, Tirana Widzów: 21 900 Sędzia: José Sánchez Martínez (Hiszpania) |
|                             |                                              |          |        |                                                                                  |

Albania: Thomas Strakosha - Elseid Hysaj, Ardian Ismajli, Berat Djimsiti, Mario Mitaj - Jasir Asani (70. Arbnor Muja), Ylber Ramadani, Kristjan Asllani (70. Keidi Bare), Nedim Bajrami (80. Klaus Gjasula), Myrto Uzuni (62. Tauljant Sulejmanov) - Sokol Çikalleshi (62. Mirlind Daku).
Polska: Wojciech Szczęsny - Matty Cash, Jan Bednarek (34. Mateusz Wieteska), Jakub Kiwior, Tomasz Kędziora, Bartosz Bereszyński (70. Michał Skóraś) - Sebastian Szymański (61. Karol Świderski), Grzegorz Krychowiak (70. Karol Linetty), Piotr Zieliński, Jakub Kamiński (61. Kamil Grosicki) - Robert Lewandowski.